# Bulbophyllum karbianglongensis
Bulbophyllum karbianglongensis — вид квіткових рослин із родини зозулинцевих (Orchidaceae).

## Біоморфологічна характеристика
B. karbianglongensis нагадує B. bicolor, B. venulosum, B. blaoense, відрізняється розміром і формою псевдобульб, формою листової пластинки і розміром квітки.
Псевдобульби скупчені, від вузькояйцеподібних до конічних. Листки еліптично-ланцетні. Квітки зеленувато-жовті з пурпурними жилками; губа темно-червона/пурпурна з помітною серединною білою смугою, що йде від основи до верхівки; спинний чашолисток яйцювато-довгастий, цільний; стелідія струнка, спрямована вперед, зверху зуб зрізаний, знизу крилатий.

## Назва
Видовий епітет вказує на район Карбі Англонг в Ассамі на північному сході Індії, де була зібрана рослина. 